# Escuintla (tỉnh)
Escuintla là một tỉnh của Guatemala. Tỉnh lỵ là thành phố Escuintla. Tỉnh Escuintla có diện tích 4.384 km² và nằm ở vùng đất thấp duyên hải về phía nam Thành phố Guatemala.

## Các đô thị
1. Escuintla
2. Guanagazapa
3. Iztapa
4. La Democracia
5. La Gomera
6. Masagua
7. Nueva Concepción
8. Palín
9. San José
10. San Vicente Pacaya
11. Santa Lucía Cotzumalguapa
12. Siquinalá
13. Tiquisate